# Piedras Negras, Guatemala

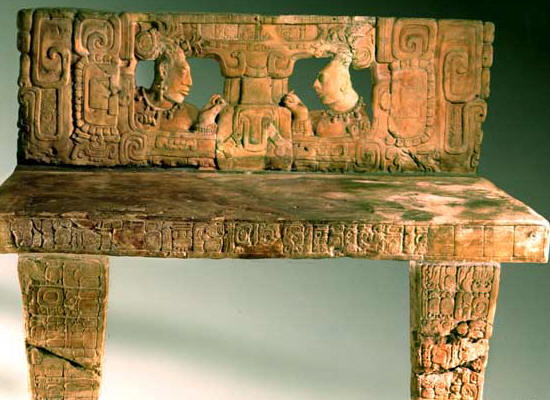
Tron 1 från Piedras Negras

Piedras Negras är det moderna spanska namnet på en betydelsefull förkolumbiansk mayastad som ligger på Usumacintaflodens norra strand i departementet Petén, Guatemala. På klassiskt mayaspråk har namnets glyf i mayaskrift utlästs som Yo'k'ib', med betydelsen "portal" eller "ingång", anses som en skälig hänvisning till en stor och numera uttorkad cenote i närheten. Sådana sänkhål och grottor sågs i mayamytologin som ingångar till  Underjorden, Xibalba.

## Data över regenter
| Namn                  | Glyf | Regerade från           | Regerade till           | Monument                                                                      | Kommentar |
| --------------------- | ---- | ----------------------- | ----------------------- | ----------------------------------------------------------------------------- | --- |
| Kung A                |      | c:a 297 vår tideräkning | c:a 297 vår tideräkning |                                                                               | Kung A tillfångatogs senare av Månskalle från Yaxchilan |
| Kung B                |      | c:a 478                 | c:a 478                 |                                                                               | |
| Yat Ahk I             |      | c:a 510                 | c:a 510                 |                                                                               | |
| Kung C                |      | 30 juni 514             | c:a 520                 | - Panel 12                                                                    | |
| K'inich Yo'nal Ahk I  |      | 14 november 603         | 3 februari 639          | - Stelae 25, 26, 31 - R-5 Pyramid                                             | Vissa lärde har hävdat att K'inich Yo'nal Ahk I återställde den härskande dynastin vid Piedras Negras. |
| Itzam K'an Ahk I      |      | april 639               | 15 november 686         | - Stelar 33, 34, 35, 36, 37, 38, 39 - Paneler 2, 4, 7 - Tron 2                | |
| K'inich Yo'nal Ahk II |      | 2 januari 687           | c:a 729                 | - Stelar 1, 2, 3, 4, 5, 6, 7, 8 - J-5 Pyramid gårdsplan - Altare 1 - Panel 15 | |
| Itzam K'an Ahk II     |      | 9 november 729          | 26 november 757         | - Stelar 9, 10, 11, 22, 40 - O-13 Pyramid - Altar 2                           | Det finns belägg för att Itzam K'an Ahk II startade en ny patrilinje vid Piedras Negras. |
| Yo'nal Ahk III        |      | 10 mars 758             | c:a 767                 | - Stelar 14, 16                                                               | |
| Ha' K'in Xook         |      | 14 februari 767         | 24 mars 780 AD          | - Stelar 13, 18, 23                                                           | Verkar antingen ha dött eller abdikerat. Forskare är inte säkra på om 24 mars 780 avser Ha' K'in Xook's dödsdatum, eller snarare hans begravningsdag.                                                                |
| K'inich Yat Ahk II    |      | 31 maj 781              | 800                     | - Stelar 12, 15 - Altare 4 - Panel 1?, 3 - Tron 1                             | Tillträdde tronen nästan ett år efter Ha' K'in Xooks död. Trots detta tidsgap, finns inte belägg för att föreslå någon regent under mellantiden. Han tillfångatogs år 800 av K'inich Tatbu Skalle IV från Yaxchilan. |

Någon ny regent efter år 800 kröntes aldrig och Piedras Negras höll igång några få årtionden, varefter staden förföll och övergavs.